# روذرغلين وهاميلتون الغربية (دائرة انتخابية في المملكة المتحدة)
روذرغلين وهاميلتون الغربية (بالإنجليزية: Rutherglen and Hamilton West)‏ هي إحدى الدوائر الانتخابية في المملكة المتحدة الممثلة في مجلس العموم في برلمان المملكة المتحدة.
عضو البرلمان الذي يمثلها حالياً هو :Rt Hon Thomas McAvoy (Lab/Co-op).